# Mads Conrad-Petersen
Mads Conrad-Petersen (Vejen, 12 de enero de 1988) es un deportista danés que compite en bádminton, en la modalidad de dobles.
Ganó cuatro medallas en el Campeonato Europeo de Bádminton entre los años 2014 y 2018.

## Palmarés internacional
| Campeonato Europeo | Campeonato Europeo         | Campeonato Europeo | Campeonato Europeo |
| Año                | Lugar                      | Medalla            | Prueba             |
| ------------------ | -------------------------- | ------------------ | ------------------ |
| 2014               | Kazán (Rusia)              | Medalla de plata   | Dobles             |
| 2016               | La Roche-sur-Yon (Francia) | Medalla de oro     | Dobles             |
| 2017               | Kolding (Dinamarca)        | Medalla de plata   | Dobles             |
| 2018               | Huelva (España)            | Medalla de plata   | Dobles             |